# کوکونوئه، اویتا
کوکونوئه، اویتا (به لاتین: Kokonoe, Ōita) یک منطقهٔ مسکونی در ژاپن است که در استان اوئیتا واقع شده‌است. کوکونوئه  ۱۱٬۲۸۹ نفر جمعیت دارد.